# Otradnoïe (métro de Moscou)
Pour les articles homonymes, voir Otradnoïe.
Otradnoïe (en russe : Отрадное et en anglais : Otradnoye) est une station de la ligne Serpoukhovsko-Timiriazevskaïa (ligne 9 grise) du métro de Moscou, située sur le territoire du raïon Otradnoïe dans le district administratif nord-est de Moscou.

## Situation sur le réseau
Établie en souterrain, à 10 mètres sous le niveau du sol, la station Otradnoïe est située au point 0124+66 de la ligne Serpoukhovsko-Timiriazevskaïa (ligne 9 grise), entre les stations Bibirevo (en direction de Altoufievo) et Vladykino (en direction de Boulvar Dmitria Donskogo).
En direction d'Altoufievo, la station dispose d'une jonction entre les tunnels et de deux voies de service.